# Tischeria
Tischeria är ett släkte av fjärilar som beskrevs av Philipp Christoph Zeller 1839. Tischeria ingår i familjen luggmalar.
Tischeria är enda släktet i familjen luggmalar.

## Bildgalleri

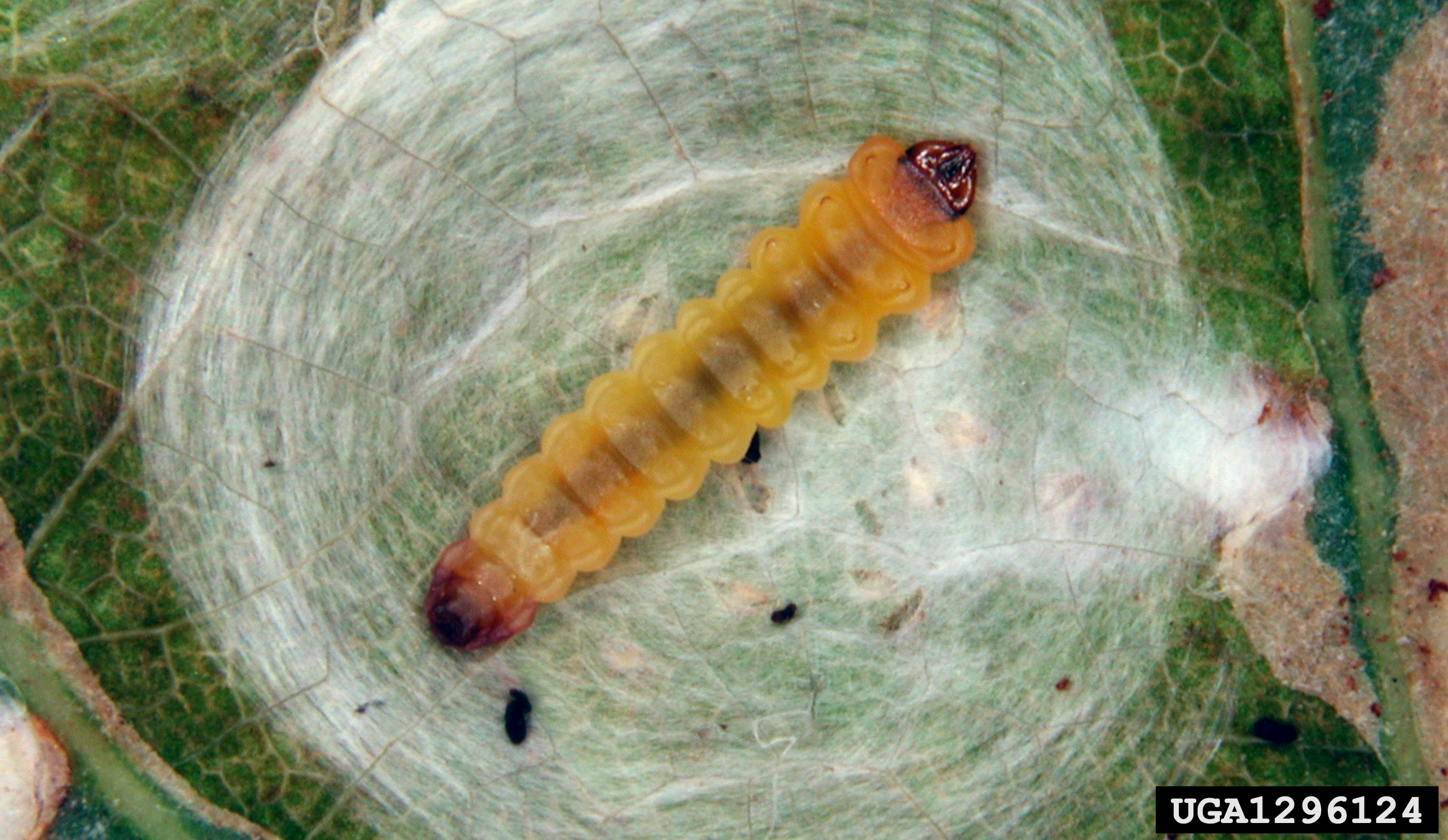

## Dottertaxa tillTischeria, i alfabetisk ordning[1][2]
- Tischeria admirabilis
- Tischeria aenea
- Tischeria agrimoniella
- Tischeria albostraminea
- Tischeria ambigua
- Tischeria ambrosiaeella
- Tischeria amelanchieris
- Tischeria angusticolella
- Tischeria arizonica
- Tischeria astericola
- Tischeria aurifrontella
- Tischeria badiiella
- Tischeria berberella
- Tischeria bicolor
- Tischeria bifurcata
- Tischeria capnota
- Tischeria castaneaeella
- Tischeria ceanothi
- Tischeria cinereotunicella
- Tischeria citrinipennella
- Tischeria clemensella
- Tischeria comparella
- Tischeria complanella
- Tischeria complanoides
- Tischeria compta
- Tischeria concolor
- Tischeria confusa
- Tischeria consanguinea
- Tischeria crataegifoliae
- Tischeria decidua
- Tischeria deliquescens
- Tischeria discreta
- Tischeria distincta
- Tischeria dodonaea
- Tischeria ekebladella
- Tischeria elongata
- Tischeria emyella
- Tischeria ephaptis
- Tischeria explosa
- Tischeria frausella
- Tischeria fuscomarginella
- Tischeria gaunacella
- Tischeria gregaria
- Tischeria heinemanni
- Tischeria helianthi
- Tischeria heliopsisella
- Tischeria hestias
- Tischeria heteroterae
- Tischeria immaculata
- Tischeria inexpectata
- Tischeria innitidella
- Tischeria insolita
- Tischeria japonica
- Tischeria koehleri
- Tischeria latipennella
- Tischeria longeciliata
- Tischeria longiciliatella
- Tischeria lucida
- Tischeria malifoliella
- Tischeria marginata
- Tischeria marginea
- Tischeria mediostriata
- Tischeria niveella
- Tischeria nolckenii
- Tischeria nubila
- Tischeria occidentalis
- Tischeria omissa
- Tischeria pallidipennella
- Tischeria perplexa
- Tischeria plagifera
- Tischeria ptarmica
- Tischeria pulvella
- Tischeria pulverea
- Tischeria pulverescens
- Tischeria purinosella
- Tischeria pyrrhochyta
- Tischeria quercifolia
- Tischeria quercitella
- Tischeria quercivorella
- Tischeria ricciardella
- Tischeria rosella
- Tischeria roseticola
- Tischeria rubiphagella
- Tischeria simulata
- Tischeria solidaginifoliella
- Tischeria splendida
- Tischeria subnubila
- Tischeria sulphurea
- Tischeria szoecsi
- Tischeria tantalella
- Tischeria tinctoriella
- Tischeria tyrocnistis
- Tischeria unicolor
- Tischeria zelleriella
- Tischeria zestica